# Integrated Facility for Linux
Integrated Facility for Linux (IFL) – procesor stosowany w systemie IBM mainframe przeznaczony do uruchamiania systemu operacyjnego Linux, bez lub za pośrednictwem z/VM. IFL są jednym z kilku typów procesorów stosowanych w mainframe, został specjalnie zaprojektowany dla obniżenia kosztów związanych z licencjami na oprogramowanie (pozostałymi typami są zAAP dla Javy oraz zIIP przeznaczony do obsługi bazy danych DB2, a także ICF do obsługi CFCC). Należy podkreślić, że wszystkie typy procesorów, tj. CP, IFL, zIIP, zAAP, ICF i SAP fizycznie niczym się nie różnią - każdy z nich może zostać zrekonfigurowany z jednego typu na inny (dokonuje tego serwis IBM, zwykle wiąże się to opłatami). Przeznaczenie procesora do określonych zastosowań nie polega więc na ulepszeniu jego działania w danym kierunku, czy optymalizacji, jest to raczej okrojenie możliwości do realizacji konkretnego typu zastosowań. Przykładowo IFL nie jest w niczym lepszy od zwykłego „niespecjalizowanego” CP. Różnica jest w opłatach: procesor CP kosztuje ok. 4–5 razy drożej, poza tym opłaty za oprogramowanie z rodziny z/OS zależą od mocy posiadanych procesorów CP, zaś IFL nie jest doliczany do tej mocy. IFL ma zablokowane dwa rozkazy, które nie są wykorzystywane przez Linuxa.

## Historia
Procesor IFL został zaprezentowany przez IBM 29 września 2000 roku.

## Gdzie można spotkać
IFL są dostępne w zaprezentowanych przez firmę komputerach klasy mainframe:
- IBM System z Business Class (z9 BC),
- System z9 Enterprise Class (z9 EC),
- zSeries 990 (z990),
- zSeries 900 (z900),
- zSeries 890 (z890),
- zSeries 800 (z800).